# 惠特科姆 (印第安納州)
惠特科姆（英語：Whitcomb）是位於美國印第安納州富蘭克林縣的一個非建制地區。該地的面積和人口皆未知。